# Centennial Bridge
De Centennial Bridge of Puente Centenario is een tuibrug die het Panamakanaal overspant, ter hoogte van de Gaillard Cut. De brug is genoemd naar het honderdjarig bestaan van de staat Panama, dat op 3 november 2003 gevierd werd. Het is een van de twee vaste bruggen die het kanaal overspannen. De andere brug is de Bridge of the Americas.
Over de brug loopt een zesstrookssnelweg die onderdeel vormt van de Pan-Amerikaanse Snelweg. De brug werd geopend op 15 augustus 2004. De snelweg werd echter pas op 2 september 2005 op de brug aangesloten. De brug wordt ondersteund door twee torens van elk 184 meter hoogte. De westelijke toren is 50 meter landinwaarts geplaatst vanwege de geplande verbreding van het kanaal.

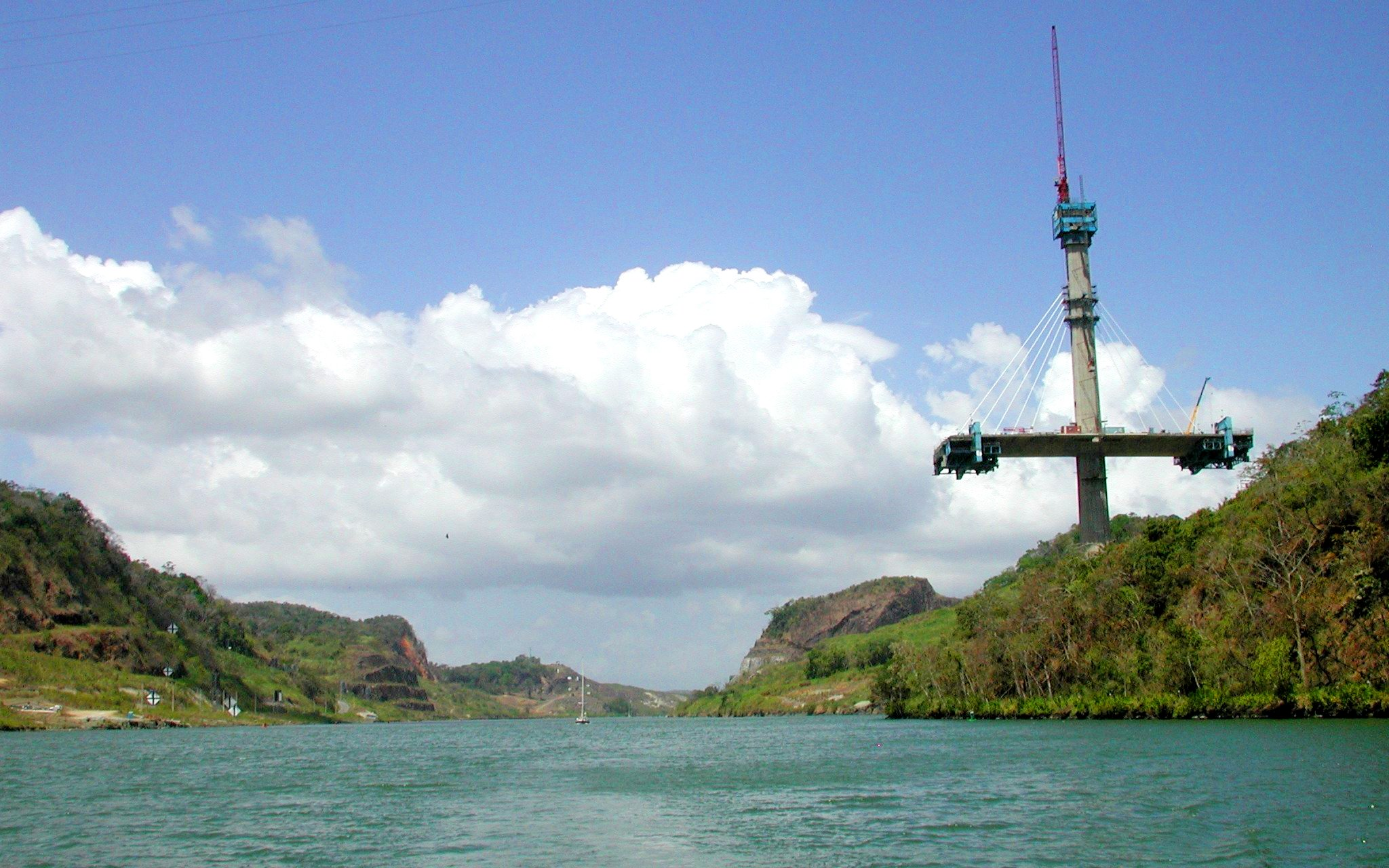
De brug in aanbouw